# Mistrzostwa Arabskie w Zapasach w 1987
Mistrzostwa rozegrano 25 listopada 1987 roku w Bagdadzie w Iraku.
(dane niekompletne) 

## Wyniki mężczyźni

### styl wolny
| Waga   | Złoto:                | Srebro:                          | Brąz:                        |
| 48 kg  | Samir Salah Al Obaidi | Ahmed Abdulla Sand               | Abdllah Hoassan              |
| 52 kg  | Neas Lazam            | Mansour Douissi                  | Faradż Abd al-Munim Muhammad |
| 57 kg  | Marwan Suhail         | Murad Zalfani                    | Usama Mohammed Al Taher      |
| 62 kg  | Khuder Abbas          | Abdelkader Bahloul               | Salim Hilmi Abd an-Na’im     |
| 68 kg  | Heatham Ghaloop       | Abd al-Latif Chalaf Abd al-Latif | Mouaed Theab                 |
| 74 kg  |                       | Muhsin Sa’id                     |                              |
| 82 kg  | Mohammed Jabouri      | Mohamed Shani                    | Ragi El-Sayed                |
| 90 kg  | Zaki Fauda            |                                  |                              |
| 100 kg | Abd al Rahamn         | Khalifa Ben Nasseur              | Ali Dżabr                    |
| 130 kg |                       |                                  | Ibrahim Abu an-Nadża         |

### styl klasyczny[1]
- 48 kg - 3m. - Nadżib Ahmad
- 52 kg - 1m. - Samir Abd al-Fattah
- 57 kg - 3m. - Faradż Abd al-Munim Muhammad
- 62 kg - 2m. - Salim Hilmi Abd an-Na’im
- 68 kg - 1m. - Szaban Abd al-Wahhab Szaban
- 74 kg - 1m. - Sabir Dżabir
- 82 kg - 1m. - Mustafa Abd al-Haris Ramadan
- 90 kg - 1m. - Kamal Ibrahim
- 100 kg - 1m. - Ahmad Abd al-Maksud
- 130 kg - 1m. - Hasan al-Haddad